# Eleutherospermum cicutarium
Eleutherospermum cicutarium är en växtart i familjen flockblommiga växter som är ensam art i släktet Eleutherospermum.
Arten är en perenn ört som förekommer från nordöstra Turkiet till västra Kaukasus och norra Iran. Den beskrevs först som Smyrnium cicutarium av Friedrich August Marschall von Bieberstein 1808, och fick sitt nu gällande namn av Pierre Edmond Boissier 1872.